# Miomantis devylderi
Miomantis devylderi är en bönsyrseart som beskrevs av Sjostedt 1924. Miomantis devylderi ingår i släktet Miomantis och familjen Mantidae. Inga underarter finns listade i Catalogue of Life.